# Herbert Baack
Herbert Baack (* 3. Februar 1921 in Witten; † 5. Juli 2006) war ein deutscher Politiker (SPD).

## Leben
Nach dem Besuch der Volksschule absolvierte Baack, der evangelischen Glaubens war, eine Ausbildung zum Dreher und arbeitete anschließend in diesem Beruf. Von 1939 bis 1945 nahm er als Soldat am Zweiten Weltkrieg teil.
Nach dem Kriegsende war Baack erneut in seinem erlernten Beruf tätig. Er wurde 1955 Industriemeister und war später als Oberwerkmeister bei der Maschinenfabrik Korfmann in Witten beschäftigt.

## Partei und Abgeordneter
Baack war seit 1948 Mitglied der SPD. Von 1952 bis 1975 war er Ratsmitglied der Stadt Witten. Dem Deutschen Bundestag gehörte er von der Bundestagswahl 1969 bis 1983 an. Seit dem 27.  Oktober 1982 war er stellvertretender Vorsitzender des Finanzausschusses. Im Parlament vertrat er den Wahlkreis Bochum – Witten.